# Charenton-le-Pont
Charenton-le-Pont je město v jihovýchodní části metropolitní oblasti Paříže ve Francii v departmentu Val-de-Marne a regionu Île-de-France. Od centra Paříže je vzdálené 6,2 km.

## Geografie
Sousedící obce: Alfortville, Ivry-sur-Seine, Maisons-Alfort, Paříž, Saint-Maurice.

## Vývoj počtu obyvatel
Počet obyvatel

## Osobnosti města
- Paul Éluard (1895 – 1952), básník
- Abbé Pierre (1912 – 2007), katolický kněz, kapucín, charitativní pracovník, zakladatel Emauzského hnutí, pečujícího o bezdomovce a nositel Řádu čestné legie
- Stéphane Diagana (* 1969), bývalý atlet - překážkář

## Partnerská města
- Borgo Val di Taro, Itálie
- Büren, Německo
- Trownbridge, Spojené království
- Zichron Ja'akov, Izrael